# Boarmia penthearia
Boarmia penthearia là một loài bướm đêm trong họ Geometridae.